# Cordilheira Lost River

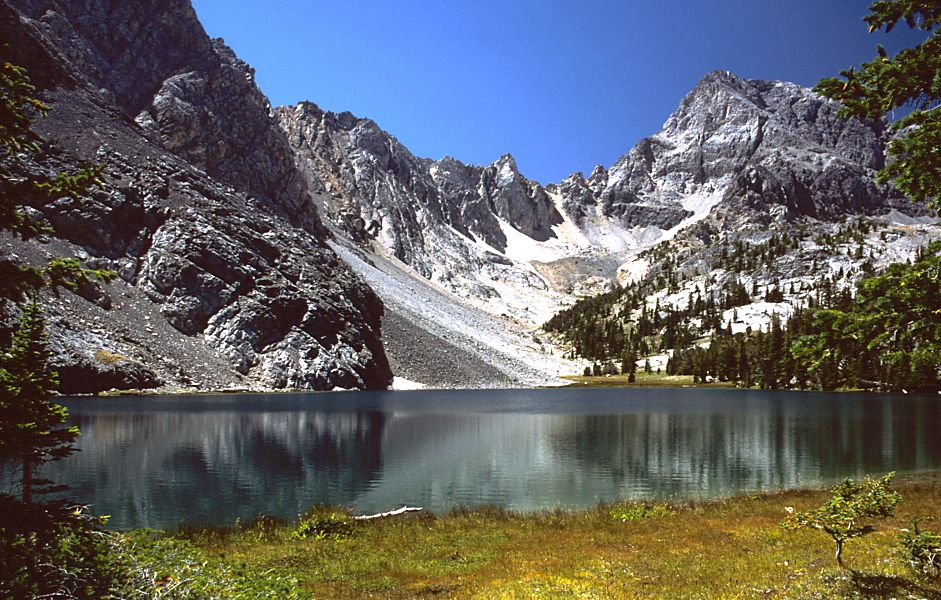
O lago Merriam, na cordilheira

A cordilheira Lost River (em inglês:  Lost River Range, que significa «Cordilheira do Rio Perdido») é uma cordilheira de altas montanhas do noroeste dos Estados Unidos, localizada na parte central do estado de Idaho e parte das Montanhas Rochosas.
A cordilheira Lost River desenvolve-se na direção sudeste, aproximadamente durante 120 km, desde o rio Salmon, perto da comunidade de Challis, até ao vale do rio Snake perto de Arco. A oeste da cordilheira estão os valles do rio Salmon e do rio Big Lost, enquanto que para leste ficam os vales do rio Little Lost e Pashimeroi e, para além disso, a cordilheira Lehmi. A parte noroeste da cordilheira é formada pelas montanhas Pashimeroi.
Administrativamente, a parte noroeste está localizada no condado de Custer e o extremo sudeste no condado de Butte.
A cordilheira começa na margem oriental do rio Salmon, a uma altitude de 1525 m. Rapidamente sobe à montanha Grouse Creek («Grouse Creek Mountain», 3378 m) e ao pico Dickey («Dickey Peak», 3.395 m), e depois desce até ao passo de montanha Double Springs («Double Springs Pass»), por onde corre uma das duas estradas que cruzam a cordilheira. Muito perto há um sítio de interpretação para explicar os efeitos do sismo pico Borah («Borah Peak Earthquake»), um sismo de magnitude 6,9 ocorrido em 28 de outubro de 1983 e que afetou a cordilheira. O vale do rio Big Lost desceu e a cordilheira elevou-se, deixando uma falha escarpada de até 5 m ao longo da base das montanhas.
A cordilheira continua depois até aos locais mais altos na sua secção central, que inclui muitos dos picos mais altos do estado. O pico Borah («Borah Peak»), o mais alto, eleva-se a 3859 m. Más al sul está o monte Idaho («Mount Idaho», 3677 m), o pico Leatherman («Leatherman Peak», 3727 m), o monte Church («Mount Church», 3720 m), o monte Breitenbach («Mount Breitenbach», 3700 m), e a montanha Lost River («Lost River Mountain», 3681 m). A leste desta secção da cordilheira encontram-se os remotos desfiladeiros do Alto Vale Pashimeroi («Upper Pashimeroi Valley»), incluindo o pitoresco lago Merriam.
A cordilheira desce então ao passo de montanha Pass Creek (Pass Creek Summit), a segunda estrada que cruza a sua divisória. Continua até à montanha King («King Mountain», com 3235 m), um local favorito para as asas delta. Por último, desce bruscamente pelo vale do rio Snake perto da comunidade de Arco, até uma altitude de 1615 m.